# Трахтенберг, Яков Георгиевич
Яков Георгиевич (Гершевич) Трахтенберг (17 июня 1888, Одесса, Российская империя — 26 октября 1951, Цюрих) — российский, затем немецкий и швейцарский инженер, математик, педагог и книгоиздатель, разработавший метод быстрого счёта в уме, называемый системой Трахтенберга.
Детали биографии Трахтенберга известны во многом благодаря исследованиям историка И. Петрова.

## Биография
Родился в Одессе, Российская империя (ныне Украина). Родители — лесоторговец Георгий (Герш) Трахтенберг, мать — Розалия Гогиш.
В 1907 году поступил на металлургическое отделение Петербургского политехнического института (ЦГИА СПб ф.478 оп.3 д.6713, крайние даты допусков 1907–1909). После окончания второго курса перевелся в Горный институт, который окончил с отличием. Служил на фронте санитаром, был представлен к серебряной медали «За усердие» на Станиславовской ленте.
С 1917 года числился проживающим в Петрограде по ул. Моховая 28. После Октябрьской революции в апреле 1918 года был избран главным инженером Обуховского завода. В этом качестве проявил себя лояльным сторонником советской власти, сумел справиться с оппозиционными настроениями рабочих. 27 сентября 1918 года был назначен председателем межзаводской комиссии по возобновлению военной промышленности и изготовлению боевого снаряжения на Ижорском, Обуховском и Балтийском заводах. Фактически заводы простаивали, а Трахтенберг пытался найти для них заказы.
В 1919 году по непонятным причинам бежал в Германию, где поселился в Берлине (район Шарлоттенбург). Занимался книгоиздательством, в частности, выпускал учебники русского языка и брошюры. Также выпускал журнал «Россия сегодня» (с 1924 года и до запрещения нацистскими властями в 1935 году), где сведения из советских газет освещались с критических позиций. Также занимался посредничеством в поставках товаров в СССР и преподавал иностранные языки.
Трахтенберг использовал эффективный способ рекламы: он активно рассылал свои брошюры в качестве подарка в правительственные учреждения и другим влиятельным потенциальным заказчикам, чтобы заинтересовать их важностью темы; после того, как на брошюры обращали внимание и следовали рекомендации об их закупке, он продавал оставшийся тираж по завышенной цене.
В 1930 году женился на Алисе Бредовой (род. 1893), дочери художника-декоратора, работавшего в XIX веке в России (в ряде публикаций её путают с графиней Алисой Ханной фон Бредов, которая родилась в том же году, и которая была деятельницей антифашистского движения в Германии). Ради брака жена отказалась от германского гражданства (сам Трахтенберг имел нансеновский паспорт). Брак был бездетным.
После прихода к власти Гитлера поначалу пытался примириться с нацистским режимом и даже выпустил в 1933 году брошюру, где подборка цитат известных евреев должна была доказать, будто зарубежная пропаганда преувеличивает жестокое отношение нацистов к евреям. Краткое время МИД и Министерство пропаганды даже поддерживали его инициативы. Однако уже в 1934 году понял свою ошибку, выехал в Швейцарию, а оттуда в том же году переехал в Австрию, в Вену. В Австрии продолжал заниматься книгоиздательством, выпускал брошюры антисоветского содержания. В 1937 году выпустил книгу о предстоящей войне между СССР и Германией.
После аншлюса Австрии Германией в 1938 году он был арестован, но смог бежать в Югославию, где был ещё раз арестован, когда немцы оккупировали эту страну. Был освобождён в 1941 году, вновь арестован в 1944 году, краткое время работал в Лейпциге, затем был возвращён в Хорватию, где находился в лагере. В заключении разработал арифметическую систему, так называемый метод Трахтенберга.
Ближе к концу войны его жене удалось подкупить охрану лагеря, благодаря чему Трахтенберг в начале 1945 года бежал в Швейцарию, где и издал брошюру о своём методе скоростного счёта.
Умер в 1951 году от стенокардии (в ряде источников ошибочно указана дата смерти 1953). Жена после его смерти продолжала пропагандировать его метод, благодаря чему он получил известность в США.

## Книги и брошюры
- (de) Lehrbuch der russischen Sprache in der neuen Orthographie zum Selbstunterricht, 1927
- (de) Adressenverzeichnis der russischen Industrie [«Répertoire de l’industrie russe»], 1927 — 5 vol.,
- (de) Das Land das blutet : Bilder aus d. heutigen Russland [«Le pays qui saigne : images de la Russie d’aujourd’hui»], 1928,
- (de) Russland von heute [«la Russie d’aujourd’hui»], 1930,
- (de) Rotes Russland rüstet! [«La Russie rouge s’arme !»], 1931,
- (de) Tagebuch eines Sowjetbürgers [«Journal d’un citoyen soviétique»], 1932,
- (de) Russland und Europa 1932,
- (de) Das Attentat auf den deutschen Botschafter in Moskau [«L’assassinat de l’ambassadeur d’Allemagne à Moscou»], 1932,
- (de) Vierjahresplan der deutsch-russischen Handelsbeziehungen [«Plan quadriennal pour les relations commerciales germano-russes»], 1933,
- (de) Russland ruestet zum Wirtschaftskrieg [«La Russie se prépare à la guerre économique»], 1933,
- (fr) La propagande d’atrocités n’est que mensonge déclarent les Juifs allemands eux-mêmes, 1933; (de) Die Greuelpropaganda ist eine Lügenpropaganda sagen die deutschen Juden selbst; (en) Atrocity Propaganda Is Based on Lies Say the Jews of Germany Themselves,
- (de) Russland ist gerüstet! : Was nun? [«La Russie est prête ! : Et maintenant?»], 1933,
- (de) Gegen das Braunbuch (Rotbuch) [«Contre le Livre Brun (Livre Rouge)»], 1934,
- (de) Boykott deutscher Waren fördert den Weltkommunismus [«Le boycott des produits allemands favorise le communisme mondial»], 1934,
- (de) Russland ist isoliert [«La Russie est isolée»], 1935,
- (de) Die Sowjetunion als Käufer und Verkäufer, als Militärmacht [«L’Union soviétique comme acheteur et vendeur, comme puissance militaire»], Vienne, 1936,
- (de) Der russische Bauer heult unter dem Bolschewismus [«Le paysan russe hurle sous le bolchevisme»], Vienne, 1936,
- (de) So sprechen Heraklit, Bacon und Goethe in unserer Zeit [«Ainsi parlent Héraclite, Bacon et Goethe à notre époque»], Vienne, 1937,
- (de) Krieg zwischen Deutschland und Russland [«Guerre entre l’Allemagne et la Russie»], Vienne, 1937,
- (de) Lehrbuch der russischen Sprache in der neuen Orthographie : Methode Trachtenberg [«Manuel de la langue russe dans la nouvelle orthographe: Méthode Trachtenberg»], Zürich, 1945,
- (de) Lehrbuch des praktischen Schnellrechnens für jedermann : Nach neuartigem, umwälzendem System [«Manuel de calculs pratiques rapides pour tous : selon un nouveau système révolutionnaire»], Zürich, 1946,
- (de) Das moderne Kontrollsystem für alle Rechenoperationen [«Le système de contrôle moderne pour toutes les opérations arithmétiques»], Zürich, 1948,
- (de) Wie werde ich bzw. mein Kind in kurzer Zeit ein Rechenphänomen? [«Comment moi ou mon enfant devenons-nous un phénomène mathématique en peu de temps ?»], Zürich, 1951,
- (de) Neues Radizieren : Zwei-Finger-Methode, System Trachtenberg [«Nouvel enracinement : méthode à deux doigts, système de Trachtenberg»], Zürich, 1951,
- (de) Neue Addition [«Nouvel ajout»], Zürich, 1951,
- (de) Diplom-Ingenieur Jakow Trachtenberg, ein Grosser im Reiche des Geistes [«Ingénieur diplômé Jakow Trachtenberg, Un grand homme dans le domaine de l’esprit»], Zürich, 1951,
- (de) Ausgewählte Aphorismen [«Aphorismes sélectionnés»], Zürich, 1952,
- (de) Neues Quadrieren : Zwei-Finger-Methode, System Trachtenberg [«Nouvelle quadrature : méthode à deux doigts, système de Trachtenberg»], Zürich, 1954,
- (de) Neue Multiplikation : Zwei-Finger-Methode, System Trachtenberg [«Nouvelle multiplication : méthode à deux doigts, système de Trachtenberg»], Zürich, 1957,
- (de) Friedensministerium [«Le Ministère de la Paix»], Zürich, 1955
- (en) The Trachtenberg Speed System of Basic Mathematics (trad. Ann Cutler et Rudolph McShane), London, 1984.
- Two-finger method Trachtenberg system. — 1951.
- The Trachtenberg speed system of basic mathematics.